# Пятовка (Калужская область)
Пятовка — деревня в Козельском районе Калужской области. Входит в состав Сельского поселения «Деревня Подборки».
Расположена примерно в 9 км к северу от деревни Подборки.

## Население
На 2010 год население составляло 0 человек.